# Fontaine-l'Évêque
Fontaine-l'Évêque (en valón Fontinne-la-Eveke ) es una villa de la provincia de Hainaut, entre Charleroi y Binche, en la región francófona de Bélgica. En 2019, la población de este municipio ascendía a 17 806 habitantes. Su superficie total es de 28,59 km².

## Geografía
Fontaine l'Éveque se encuentra 9 km al oeste de Charleroi, a unos 50 km al sur de Bruselas y a 15 km al este de Binche. Limita con las localidades de Courcelles y Chapelle-les-Herlaimont, Charleroi, Anderlues y Gozée. Es parte de la región de Charleroi, región marcada por su pasado industrial, el carbón y el acero. Fontaine albergó minas que son todavía visibles.
Fontaine está atravesada por el arroyo Babelonne, que desemboca en el Ernelle, pequeño río que se une al río Sambre. Por lo tanto, pertenece a la cuenca del  Mosa. Una entidad menor al sur llamada Leernes, está limitada por el río Sambre, cerca de la Abadía de Aulne.
Desde la fusión de las villas y comunas, la entidad Fontaine-l'Évêque también incluye las antiguas ciudades de Leernes y Forchies-la-Marche.

## Demografía

### Evolución
Todos los datos históricos relativos al actual municipio, el siguiente gráfico refleja su evolución demográfica, incluyendo municipios después de efectuada la fusión el 1 de enero de 1977.
| Gráfica de evolución demográfica de Fontaine-l'Évêque entre 1846 y 2019 |
|                                                                         |

## Historia
El primer registro escrito de Fontaine es de fecha 868 en un políptico de la Abbey Lobbes: Fontaine y Leernes fueron designados Fontana Lernis. En 1234, Leernes y Fontaine se separan oficialmente. El calificativo del Obispo proviene de Nicolas Fontaine, Señor de la ciudad, que se convirtió en obispo de Cambrai en 1248.
Fontaine recibió una Carta de 1212 Wauthier segundo señor de Fontaine, y adquirió el título de ciudad. La carta se mantuvo en vigor hasta 1794. . En Edad Media, la ciudad se dividió en dos: la parroquia de Saint-Vaast era parte del Principado de Lieja, mientras que la parroquia de San Cristóbal perteneció al condado de Hainaut y la diócesis de Cambrai.
En 1794, las tropas revolucionarias francesas saquean la ciudad. En 1830, Fontaine tomó parte activa en el Revolución belga.

## Origen de los señores de Fontaine-l'Évêque

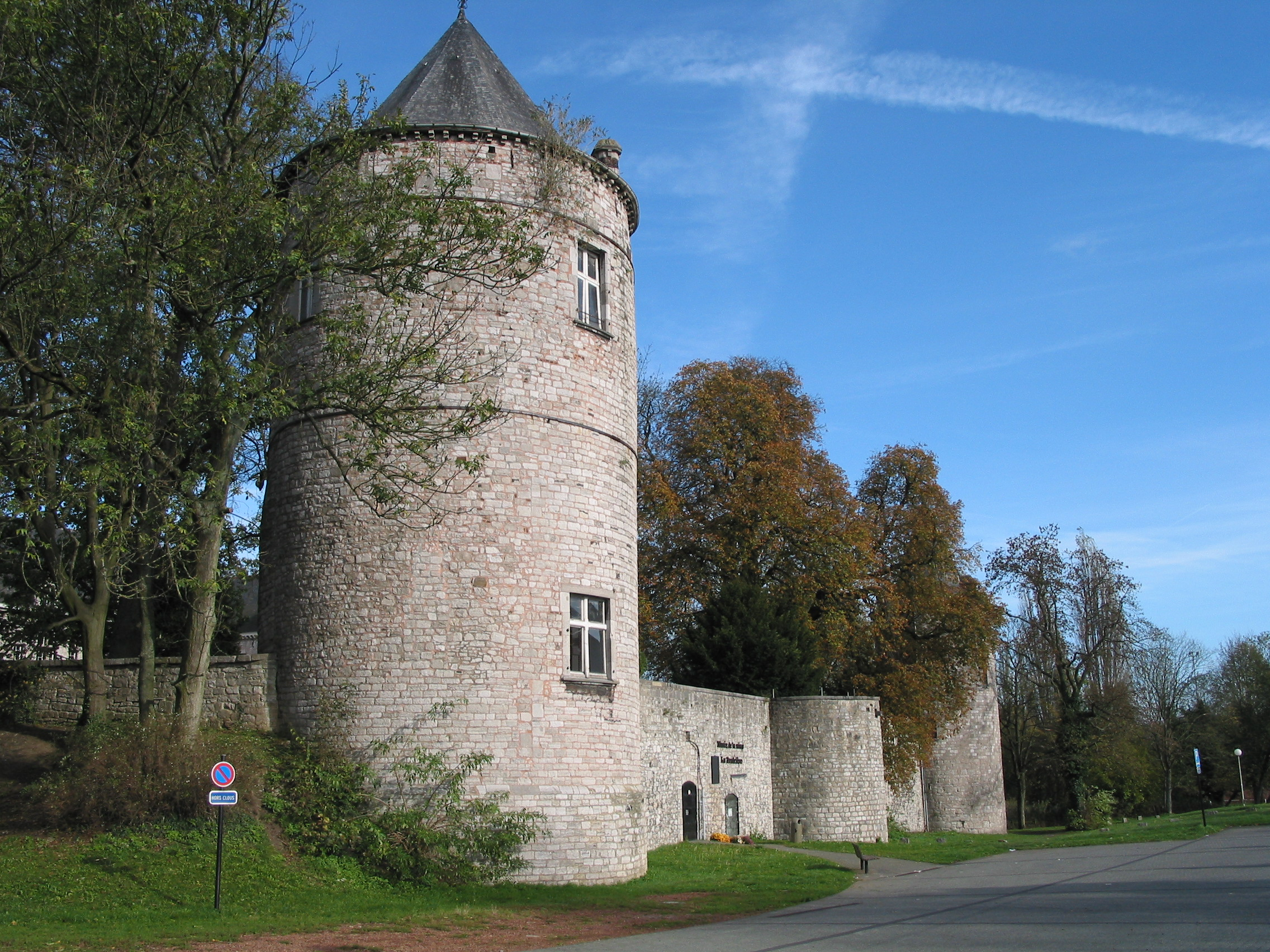
El antiguo castillo de los señores de Fontaine

En 1182 Wauthier I, procurador de Leernes, obtuvo el título de Señor de Fontaines. Se casó con Beatriz de Viesville y murió pronto, en 1186. Su hijo mayor, Wauthier II, casado con Basilia de Condet, heredó el título. Wauthier III, hijo mayor del heredero, murió antes que su padre en 1235 y el legado regresó a Nicolás, hermano y sacerdote arcediano en Valenciennes y posteriormente obispo de Cambrai en 1248. Desde ese momento, la ciudad pasará a llamarse Fontaine-l'Évêque. Murió en 1272. 

## Patrimonio
- El llamado Castillo Bivort alberga la administración municipal.
- El científico y gasómetro Pierre-Camille Montigny (1827)
- El parque Balduino de Bélgica cerca de la sala François Haussy muestra bellas hayas color púrpura y las ruinas del convento de los Recoletos.
- El Museo de la Minería en las antiguas bóvedas del castillo.
- El Museo de Clou
- La iglesia de Saint-Christophe.

## Personajes célebres
- Nicolas Fontaine, tercer señor de Fontaine, obispo de Cambrai en 1248.
- Thomas-Louis Burgués, compositor francés.
- François Haussy, abogado, senador y ministro de Justicia en 1847.
- Pierre-Camille Montigny, inventor.
- Albert Frère, inversor y empresario.
- Louis Delattre, médico y escritor.